# Hugh David Politzer
Hugh David Politzer (New York, 1949. augusztus 31. –) Nobel-díjas amerikai elméleti fizikus.

## Család
Apja, Politzer Aladár Nádszegen született 1910-ben.

## Életpályája
PhD-fokozatát 1974-ben a Harvard Egyetemen szerezte, ahol Sidney Coleman volt a témavezetője. Az első megjelent cikkében, mely 1973-ban jelent meg, Politzer leírja az aszimptotikus szabadság jelenségét: minél közelebb van egymáshoz két kvark, annál gyengébb a köztük levő erős kölcsönhatás. Ha nagyon közel kerülnek egymáshoz, akkor majdnem szabad részecskékként viselkednek. Ezt szinte azonos időben David Gross és Frank Wilczek is felfedezte a Princetoni Egyetemen. Az eredmény fontos volt a kvantum-színdinamika további fejlődése szempontjából. Miután a Harvardon doktorált, Politzer a Caltechre (California Institute of Technology) ment, ahol jelenleg[mikor?] ő az elméleti fizika professzora.

## Nobel-díj
Frank Wilczekkel és David Jonathan Gross-szal megosztva megkapta 2004-ben a fizikai Nobel-díjat az erős kölcsönhatás elméletében fontos szerepet játszó aszimptotikus szabadság felfedezéséért.